# Kwasy
Kwasy – związki chemiczne wykazujące charakter kwasowy, co w zależności od definicji może oznaczać zdolność do:
- zakwaszania środowiska, tj. obniżania jego pH (definicja Arrheniusa),
- dostarczania kationów wodorowych (definicja Brønsteda-Lowry’ego),
- przyjmowania pary elektronowej (definicja Lewisa).

W najprostszym rozumieniu kwasy to związki chemiczne zawierające łatwo dysocjujące atomy wodoru. W roztworach wodnych dysocjują one na kation wodorowy i anion reszty kwasowej. Związki chemiczne o właściwościach przeciwnych do kwasowych to zasady.

## Kwas klasyczny
Kwas według klasycznej definicji Arrheniusa to każdy związek, który wprowadzony do roztworu wodnego zwiększa stężenie jonów oksoniowych H3O+ (zmniejsza pH roztworu). Automatycznie zasadą jest każdy związek, który zwiększa stężenie jonów wodorotlenkowych OH−. Definicja ta ma głównie zastosowanie do roztworów wodnych.
W wyniku reakcji kwasów z zasadami powstają zazwyczaj sole.

## Kwas Brønsteda-Lowry’ego
Według teorii kwasów i zasad Brønsteda-Lowry’ego, kwas to każdy związek chemiczny, który w warunkach danej reakcji jest donorem, czyli inaczej dostarczycielem jonu wodorowego H+.
Z drugiej strony zasada to każdy związek chemiczny, który może być akceptorem, czyli inaczej przyjmującym jon wodorowy. W reakcji kwasu i zasady Brønsteda-Lowry’ego powstaje nowy kwas i nowa zasada.
Np. w reakcji:
HA + B ⇌ A− + HB+
Związek HA jest kwasem a związek B zasadą. Jon A− jest nową zasadą, a HB+ nowym kwasem.
Przykład reakcji:
H2O + NH3 ⇌ OH− + NH+4
Związki chemiczne (z wyjątkiem niektórych bardzo mocnych zasad i kwasów) mogą w zależności od warunków pełnić rolę kwasu lub zasady.

## Kwas Lewisa
Inną, bardziej ogólną definicję kwasu podał Gilbert Lewis: kwas to związek chemiczny, który jest akceptorem (przyjmującym) w warunkach danej reakcji parę elektronową (więc zasada jest donorem pary elektronowej).
Definicja nie obejmuje klasycznych kwasów (tj. kwasów protonowych np. HCl), które według teorii Brønsteda-Lowry'ego są kwasami, w myśl definicji Lewisa kwasami nie są. Stanowią one zaś addukty kwasowo-zasadowe.
Definicja Lewisa obejmuje natomiast związki chemiczne, które zachowują się jak kwasy, bo mają silny deficyt elektronów, mimo że w ogóle nie posiadają w swojej strukturze atomu wodoru (np. chlorek glinu). Związki są nazywane kwasami Lewisa.
W przypadku zasad, definicje Lewisa i Brønsteda-Lowry’ego praktycznie się pokrywają – tzn. nie istnieją takie związki, które by były zasadami według definicji Lewisa, a nie były nimi według definicji Brønsteda-Lowry’ego.
Jeszcze bardziej ogólnym od kwasów i zasad Lewisa podziałem związków chemicznych pod kątem nadmiaru lub deficytu elektronów są pojęcia elektrofila i nukleofila.

## Wybrane kwasy
Wybrane tlenowe kwasy nieorganiczne
- kwas azotowy (azotowy(V)), HNO3
- kwas azotawy (azotowy(III)), HNO2
- kwas siarkowy (siarkowy(VI)), H2SO4
- kwas siarkawy (siarkowy(IV)), H2SO3
- kwas nadtlenodisiarkowy, H2S2O8
- kwas fosforowy (fosforowy(V)), H3PO4
- kwas fosfonowy (fosforawy, fosforowy(III)), H3PO3
- kwas węglowy, H2CO3
- kwas podchlorawy, (chlorowy(I)) HClO
- kwas chlorawy (chlorowy(III)), HClO2
- kwas chlorowy (chlorowy(V)), HClO3
- kwas nadchlorowy (chlorowy(VII)), HClO4
- kwas borowy, H3BO3

Wybrane beztlenowe kwasy nieorganiczne
- kwas fluorowodorowy, HFaq
- kwas chlorowodorowy (solny), HClaq
- kwas bromowodorowy, HBraq
- kwas jodowodorowy, HIaq
- kwas siarkowodorowy, H2Saq
- kwas cyjanowodorowy, HCNaq

Wybrane kwasy organiczne
- kwasy karboksylowe:
  - kwas mrówkowy, HCOOH
  - kwas octowy, CH3COOH
  - kwas szczawiowy, (COOH)2
  - kwas benzoesowy, PhCOOH
  - kwas mlekowy, CH3CH(OH)COOH
  - kwas cytrynowy, HOOC−CH2−C(OH)(COOH)−CH2−COOH
- kwasy organiczne niezawierające grupy karboksylowej:
  - fenole, np. kwas pikrynowy, C6H2(NO2)3OH
  - kwas moczowy, 
  - kwasy hydroksamowe, RC(=O)NHOH
- kwasy organiczne zawierające resztę kwasu nieorganicznego:
  - kwas p-toluenosulfonowy, CH3−C6H4−SO3H
  - kwas decylofosfonowy, CH3(CH2)9−PO3H2
  - kwas deoksyrybonukleinowy (DNA)  i kwasy rybonukleinowe (RNA) – poli(diestry kwasu fosforowego)